# El gran show (Univision)
El gran show es un programa de televisión estadounidense de entretenimiento, conducido por Jaime Camil y Carla Medina. Es transmitido desde el 5 de diciembre de 2010 y todos los domingos a las 8pm/7c por el canal de televisión Univision.

## Concepto
El gran show, un formato original del Grupo Imagina coproducido por Univisión Studios e Imagina US, ha sido incluido en la parrilla de programación de la nueva temporada de Univision, la cadena de televisión en español líder de Estados Unidos. Por primera vez un grupo audiovisual español, en este caso el Grupo Imagina, produce y estrena un formato de entretenimiento en esta cadena.
Grupo Imagina, compañía integrada por Mediapro y Grupo Globomedia, es líder en España y en Europa en el sector de la producción de contenidos, la posproducción y distribución de señales de TV y en la gestión de derechos deportivos. 
El gran show es un programa de entretenimiento para toda la familia que se grabará íntegramente en los estudios de Imagina US en Miami y que se programará los domingos, a partir del mes de diciembre. 
El formato de El gran show, que se ha presentado recientemente con gran éxito en un evento de ventas de publicidad de Univision en la ciudad de New York, tiene como elementos principales la sorpresa y la diversión. El programa consta de muy variadas y diferentes secciones con invitados musicales, desafíos espectaculares, juegos virtuales, grandes estrellas, retos de habilidad y competición de talento y destreza física.